# 谢有畅
谢有畅（1934年4月—），男，汉族，广东合浦（今属广西），生于广东广州，中国物理化学家，曾任北京大学教授、博士生导师。

## 家庭
妻子杨骏英。儿子谢晓亮。